# География ЮАР

Карта ЮАР

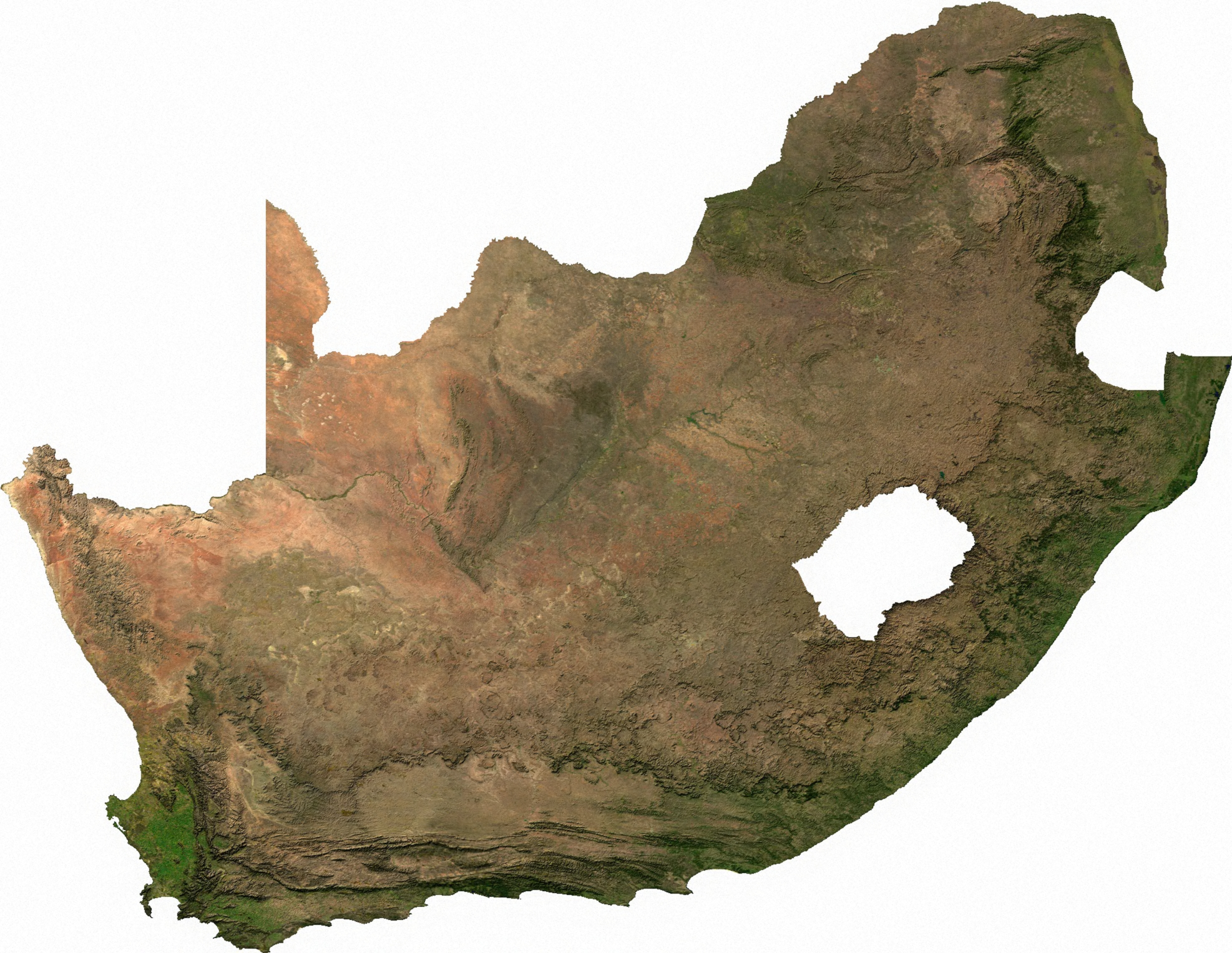
Вид из космоса

ЮАР расположена на южной оконечности Африки. Длина береговой линии составляет 2798 км. ЮАР имеет площадь 1 221 037 км², страна является 24-й по площади в мире (после Мали). Высшая точка ЮАР — гора Нджесути в Драконовых горах.
Граничит со странами: Ботсвана, Лесото, Мозамбик, Намибия, Эсватини, Зимбабве.

## Климат
В ЮАР представлены разнообразные климатические зоны, от сухой пустыни Намиб до субтропиков на востоке у границы с Мозамбиком и побережья Индийского океана. На востоке местность быстро поднимается, образуя Драконовы горы и переходя в больше внутреннее плато, называемое велд.

## Регионы

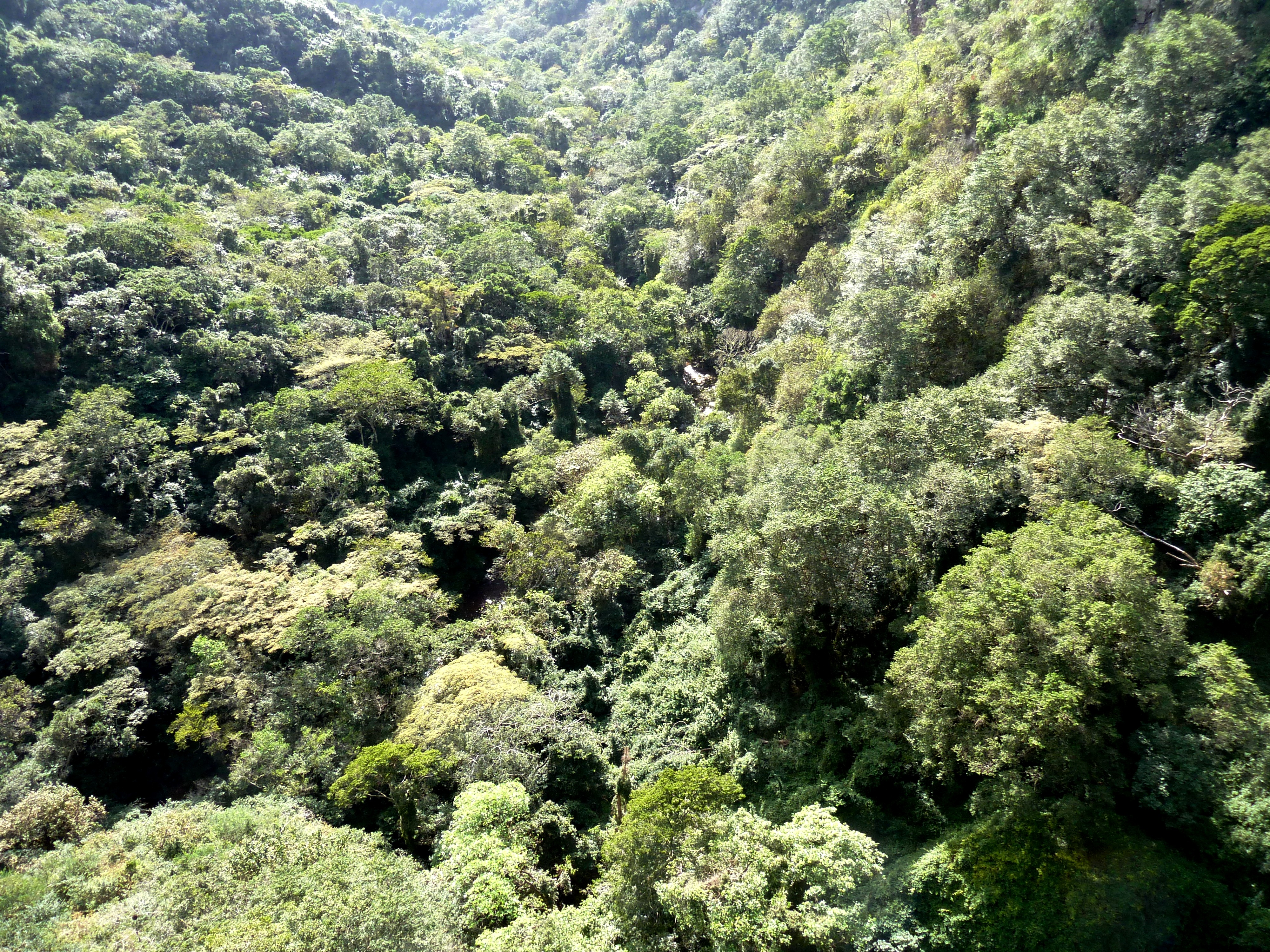
Лес в ЮАР

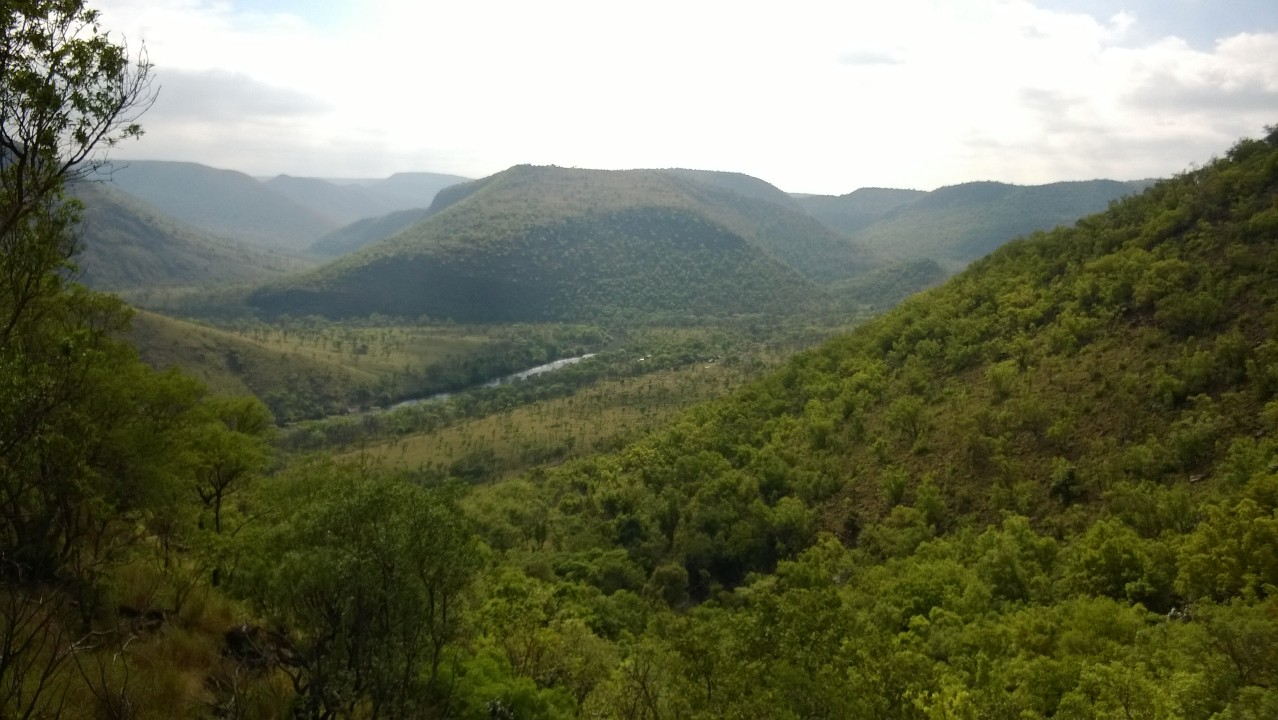
Бушвелд

Внутренние районы ЮАР — большое, сравнительно плоское и малозаселённое пространство, известное как Карру (на своей территории включает два экорегиона, которые являются важным очагом биоразнообразия: Суккулентный кару и Нама-Кару), иссушающееся по мере приближения к пустыне Намиб. Восточное побережье лучше увлажнено и имеет климат, близкий к тропическому. На крайнем юго-западе страны климат похож на средиземноморский, с дождливой зимой и жарким, сухим летом. Там находится биом финбос. Именно здесь в основном производится южноафриканское вино. Этот регион также известен постоянными ветрами, дующими круглый год. Ветер этот в районе мыса Доброй Надежды настолько силён, что причинял множество неудобств морякам и приводил к кораблекрушениям. Далее на востоке осадки выпадают более равномерно, так что этот регион, известный как «Путь садов», лучше снабжён растительностью.
Район Свободного государства — плоская местность, расположенная в самом центре высокого плато. К северу от реки Вааль велд[что?] лучше увлажняется и при этом не подвергается воздействию высоких температур. Город Йоханнесбург, находясь в центре велда на высоте 1740 метров, получает 760 мм осадков в год. В этих местах зимы холодные, снег выпадает редко.
К северу от Йоханнесбурга высокое плоскогорье велда переходит в бушвелд, лежащую сравнительно невысоко над уровнем моря область сухих смешанных лесов. К востоку от высокого велда к Индийскому океану спускается низкий велд, которому присущи высокие температуры; в этом регионе ведётся интенсивное земледелие. С юго-востока велд ограничен высокими Драконовыми горами, где можно заниматься горнолыжным спортом. Самые низкие температуры засвидетельствованы в Беффелсфонтейне (Восточный Кейп) — −18,6 °C. Самые высокие температуры встречаются в глубине страны: в Калахари возле Апингтона в 1948 году была отмечена температура 51,7 °C.

## Животный мир

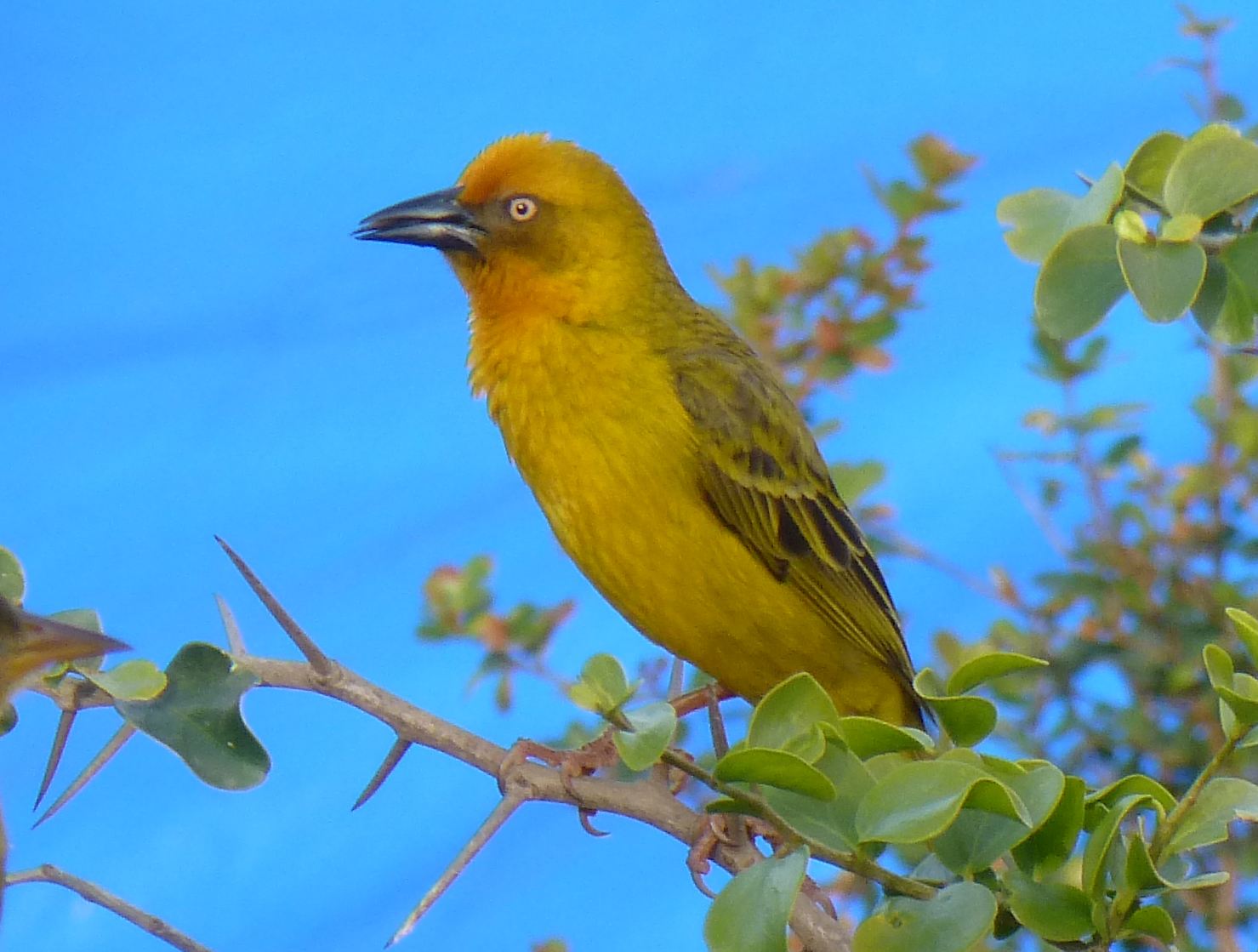
Капский ткач — эндемик ЮАР

Животный мир Южно-Африканской Республики подвергся с начала европейской колонизации сильному изменению. Многие виды крупных животных почти истреблены и сохранились только в заповедниках и национальных парках; некоторые виды оттеснены на север (слон, носорог, зебры, жираф, лев, страус). Характерны и частично эндемичны златокроты, долгоног, трубкозуб, антилопа-прыгун, бурая гиена. Из насекомых много термитов; распространены муха цеце, малярийные комары.
Довольно богата фауна птиц (всего насчитывается 877 видов): сизоворонки, зимородки-альционы, щурки, турачи, птицы-носороги, пингвины, буревестники.

## Военно-географическая характеристика
Географическое расположение позволяло ЮАР контролировать всю южную часть Африканского континента и морские коммуникации из Атлантического в Индийский океан и обратно. С момента становления национальных вооружённых сил, страна была способна вести крупную региональную войну против любого заокеанского противника (что наглядно продемонстрировали англо-бурские войны), — приграничные африканские колонии других стран, впоследствии ставшие независимыми государствами никогда не рассматривались в качестве её потенциальных противников, только взятые в контексте противостояния с мировыми державами за контроль над южноафриканским регионом, как зависимые от них территории.
В период Холодной войны страна с готовностью последовательно приняла вызов двух сверхдержав того времени — СССР и США. Южноафриканские стратеги констатировали, что страна находится в состоянии перманентной международной конфронтации с момента основания, ЮАР по их мысли «всё время воюет [со всем миром], будь то сфера идеологии, торговли, дипломатии, финансов, науки, технологий или любая другая». До окончания режима апартеида и прихода местного чернокожего большинства к власти, ЮАР являлась единственной страной к югу от Сахары, которая имела достаточный промышленный потенциал и развитую транспортно-логистическую инфраструктуру для поддержания надёжной системы обороны себя и соседних стран-сателлитов на суше, на море и в воздухе.
При том, что в техническом плане её вооружённые силы в значительной степени зависели от поставок военной техники из-за рубежа, импорт был организован весьма грамотно и никогда не зависел от одного поставщика, что вкупе с развитым национальным военно-промышленным комплексом снижало риск остаться без средств к сопротивлению в случае блокады. Всё вышеперечисленное поддерживалось в боеспособном состоянии за весьма малые средства в сопоставлении с военными затратами соперников, не превышая 2,5 % от ВВП в пиковые периоды нарастания международной напряжённости. ВПК ЮАР выпускал широкий спектр продукции военного назначения, от стрелкового оружия, авто- и бронетехники до тактического ракетного вооружения, систем ПВО, боевых самолётов и электронно-вычислительной техники, попутно участвуя во множестве программ международного военно-технического сотрудничества с различными странами, соблюдающими нейтралитет в отношениях с ней (прежде всего, ФРГ и Франция). Расположение предприятий военной промышленности ЮАР само по себе защищало страну от превентивного удара потенциальных агрессоров, — индустриальным «сердцем» ВПК ЮАР являлся Йоханнесбургский промышленный район с наибольшей концентрацией предприятий тяжёлой промышленности в Йоханнесбурге и Претории, поэтому для нанесения сокрушительного удара по военной промышленности ЮАР требовалось проделать большой путь от прибрежной зоны вглубь страны.
Слабостью ЮАР являлось с одной стороны отсутствие сопоставимой с западными аналогами системы противоракетной обороны, а с другой стороны — её гидроэнергетический комплекс, система водоснабжения и внутренних водных ресурсов страны в целом, что предопределило появление в ЮАР высококлассной системы охраны водного района морских и речных портов, дамб и других объектов гидроинфраструктуры, а также весьма квалифицированных и хорошо подготовленных подразделений БОПЛ, — это было одним из условий для выживания страны в условиях противостояния с противниками, многократно превосходящими ЮАР практически во всех отношениях, кроме её основного преимущества, продиктованного самим географическим расположением страны.